# ナタニエラ・オト
ナタニエラ・オト（Nataniela Oto、1978年5月16日 - ）は、トンガ王国出身の日本のラグビー選手。トップイーストリーグDiv.1クリーンファイターズ山梨に所属する。

## プロフィール
- ポジションは主にウィング(WTB)だが、センター(CTB)・フルバック(FB)・フォワードもできるユーティリティプレイヤーである。
- 身長 174cm、体重 96kg
- 日本代表キャップは12。（2015年9月現在）
- ニックネームはネラ。
- 兄に元トヨタ自動車で1995年W杯に出場したロペティ・オトと元豊田自動織機のオファ・トペニ。

## 来歴
母国の高校を卒業後、大東文化大学に留学。そのとき、ジャパンに選ばれキャップ4を獲得。
卒業後は東芝に入社するが、外国籍選手枠の関係から出番に恵まれず。
2004年3月、日本国籍を取得。
翌年11月5日のリポビタンDチャレンジ2005でジャパンに復帰。
2007年W杯の代表にも選ばれている。
2013年、トップリーグ通算100試合出場を達成したが、2014年に退団した。